# День театрального искусства в Иране

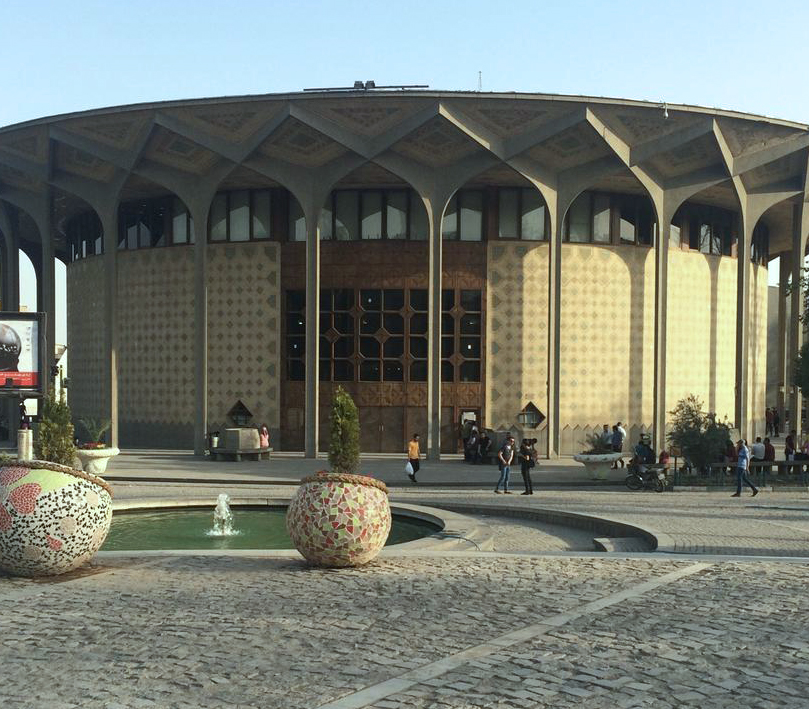
Городской театр в Тегеране

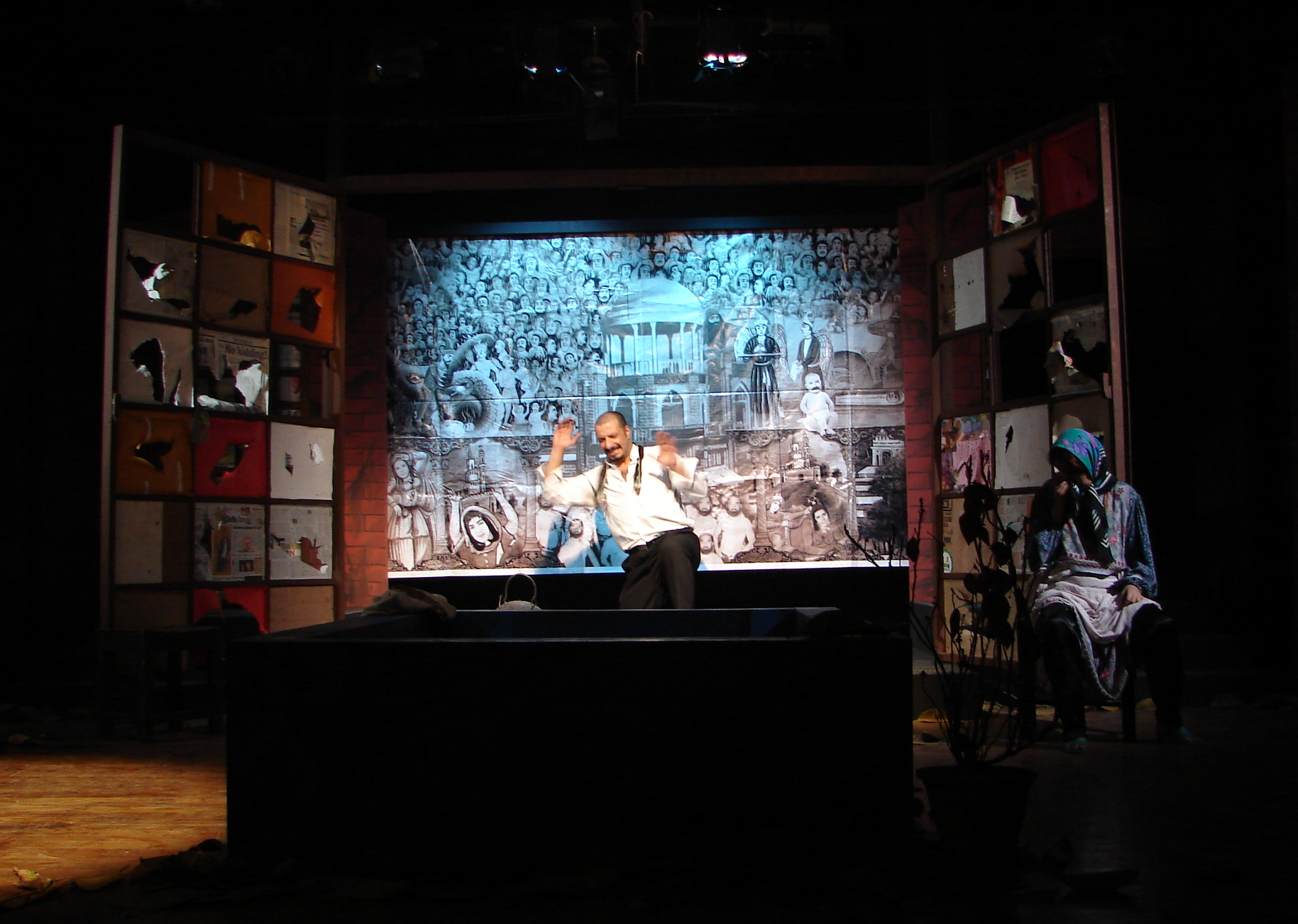
Иранский театр

День театрального искусства в Иране (перс. روز هنرهای نمایشی‎) — иранский праздник, который отмечается 27 марта (7 фарвардина по иранскому календарю).

## История
23 августа 2016 года состоялось заседание Верховного совета культурной революции Ирана, на котором было оглашено решение о добавлении в иранский календарь Дня театрального искусства. Дата была выбрана не случайно: День театрального искусства в Иране совпадает со Всемирным днем театра.

## Театральное искусство в Иране
История иранского театра уходит глубоко в древность. Первое подобие современного театра и сам феномен актёрской игры можно увидеть в церемониальных театрах, прославляющих народных героев и уничижающих противников. Первые исследования древнего персидского театра дошли до нас в трудах древнегреческого историка Геродота.
Древний персидский театр был чрезвычайно разнообразен; театральное искусство того времени включало в себя огромное количество фольклорных жанров, среди которых шахнамехуни (перс. شاهنامه خوانی‎) — пение отрывков из иранского героического эпоса «Шахнаме» Фирдоуси, мирноурузи (перс. میرنوروزی‎) — комедийные представления, проходившие в первые дни иранского нового года, сияхбази (перс. سیاهبازی‎)(перс. سیاهبازی) — смешные представления о политике и т.д.

## Современный иранский театр
Большинство профессиональных иранских театров расположено в Тегеране, главным театром Ирана считается Городской театр в столице (перс. تئاتر شهر‎). Ставится огромное количество постановок, в том числе по пьесам российских и европейских авторов. Репертуар меняется очень часто: даже самые ожидаемые постановки редко идут больше двух месяцев.
Традиционные театры также продолжают работу: особой популярностью среди иранцев пользуется кукольная опера Рустам и Сухраб.
Наибольший вклад в историографию театрального искусства в Иране внес Бахрам Бейзай, написав в 1965 году фундаментальный труд «Театр в Иране»(перс. نمایش در ایران‎).